# 旭丘 (池田市)
旭丘（あさひがおか）は、大阪府池田市にある地名である。一丁目から三丁目まである。郵便番号は563-0022である。当地域の人口は、2017年12月末時点で4,586人である（池田市市民生活部総合窓口課の資料による）。面積は、2018年3月末時点で 0.46 平方キロメートルである（池田市市長公室広聴文書課の資料による）。

## 地理
池田市の東端部に位置する。西部に一丁目があり、北東部に二丁目があり、南東部に三丁目がある。北は、畑一丁目、二丁目と接しており、東は、箕面市と接している。南は、井口堂二丁目、三丁目および箕面市と接しており、西は、緑丘二丁目、鉢塚三丁目と接している。
当地域の北端部を、市道池田箕面線（中央線）が通っている。当地域の西部を、市道宮之前東畑線（東畑住吉線）が縦断している。当地域の東部を、石澄川が南流している。大部分が住宅地域である。当地域は、池田市立秦野小学校または池田市立石橋小学校、および池田市立渋谷中学校または池田市立石橋中学校の校区に含まれる。

### 地価
北摂地域に位置し、周辺は区画整理された閑静な高級住宅街が広がる。旭丘の地価は2020年（令和2年）1月1日の公示地価によれば旭丘2丁目6-9の地点で19万8,000円/m2となっている。

## 歴史
1937年（昭和12年）、呉羽の里住宅の販売が開始される。1938年（昭和13年）、野田池が埋め立てられる。1941年（昭和16年）3月、大阪府立第十六中学校（現在の大阪府立池田高等学校）が二丁目に移転される。1951年（昭和26年）、母子寮が才田町447番地（旭丘一丁目1番10号）に開設される。1965年（昭和40年）9月1日、尊鉢町、才田町、畑町、井口堂町の各一部が、旭丘一丁目から三丁目に変更される。1966年（昭和41年）、二丁目の烏ヶ池が埋め立てられる。
1971年（昭和46年）、やまばと学園が母子寮の跡地に設置される。1972年（昭和47年）、敬老会館が狭間池の埋立地に開設される。1973年（昭和48年）5月、秦野会館が一丁目に開館される。同年、養老院「五月寮」が廃止され、養護老人ホーム「白寿荘」が開設される
。1979年（昭和54年）1月1日、一部が畑一丁目および二丁目に編入される。1981年（昭和56年）4月、旭丘会館が三丁目に開館される。1982年（昭和57年）5月、花園会館が一丁目に開館される。2013年（平成25年）2月、デイリーカナートイズミヤ 池田旭丘店が一丁目に開店される。2020年（令和2年）4月、有料老人ホーム「ロングライフ池田山手」が二丁目に開設される。

## 施設
- やまばと学園[3]
- 秦野会館[3]
- 旭丘会館[3]
- 花園会館[3]
- 大阪府立池田高等学校[3]
- 池田旭丘幼稚園[3]
- 旭丘1丁目第1公園[23]
- 旭丘3丁目第1公園[23]
- 旭丘3丁目第2公園[23]
- 秦野東公園[23]
- 狭間池公園[23]
- 狭間池住宅前広場[23]
- イズミヤ 池田旭丘店[19]
- ココカラファイン 池田旭丘店[24]
- セブン‐イレブン 池田旭丘1丁目[25]

### かつてあった施設
2023年廃止分
- 養護老人ホーム 白寿荘[3] - 2023年3月末をもって廃止[26]。

2024年廃止分
- 敬老会館[3] - 2024年3月末をもって廃止[27]。